# Europäische Gemeinschaft für Kulturelle Angelegenheiten
Die Europäische Gemeinschaft für Kulturelle Angelegenheiten (EGfKA) ist ein Berliner Theaterkollektiv. 

## Konzept
Gegründet 2012, verfolgt die Initiative das Ziel der politischen Umgestaltung Europas. Sie ist ein loser Zusammenschluss von Theater- und Medienleuten, bekannte  Gründungsmitglieder sind Joachim Fiebach und Frank Castorf. Ihre Projekte werden unter anderem von der  Berliner Senatsverwaltung für Kultur und Europa und der Kulturstiftung des Bundes gefördert. Das Konzept Theater der Sorge basiert auf dem Lehrstückmodell von Bertolt Brecht und hat das Ziel, sich basierend auf Diskursen des Zeitgeschehens mittels theatraler Arbeit und begleitenden Podiumsdiskussionen politisch zu positionieren.

## Projekte
Es wurde zunächst das Projekt KRIS€NFEST mit den Schwerpunkten Theater, Politdiskussion und Konzert initiiert, wofür Gäste aus dem Kulturbereich sowie politische Aktivisten aus dem europäischen Raum eingeladen wurden.
Für eine weitere Veranstaltungsreihe EUROPÄISCHE DEPESCHEN I-IV laden ausgewählte Theaterproduzenten, die sich durch besonderes politisches oder soziales Engagement auszeichnen, regelmäßig Schauspieler und Wissenschaftler aus dem europäischen Raum sowie auch das Publikum ein, sich an den Diskursen zu beteiligen. Ähnlich der Ziehung der Lottozahlen werden den Diskutanten dabei nummerierte Bälle zugespielt, die jeweils auf eine Liste von Zitaten, Fragen und Stichworten verweisen. Die Diskutanten haben dann drei Minuten Zeit, sich zu der jeweiligen Thematik zu äußern. Anschließend hat das Publikum die Gelegenheit, Fragen und Gedanken auf Karten zu notieren, welche die Diskutanten dann beantworten müssen.

## Produktionen
- 2013: Fatsa/Koina: Athen – Uraufführung im Ringlokschuppen Ruhr.[5]
- 2015: Prometheus entfesseln – einwöchige Produktion im Ringlokschuppen Ruhr.[6]
- 2016: How to do things with(out) wurst – Uraufführung im Ballhaus Ost.[7]
- 2017: ANASTROPHE NOW! – Koproduktion mit dem Ringlokschuppen Ruhr.[8]